# Darkesh
Darkesh (persiska: درکش) är en ort i Iran.   Den ligger i provinsen Nordkhorasan, i den nordöstra delen av landet, 500 km öster om huvudstaden Teheran. Darkesh ligger 1 029 meter över havet och antalet invånare är 872.
Terrängen runt Darkesh är varierad. Runt Darkesh är det ganska glesbefolkat, med 27 invånare per kvadratkilometer. Närmaste större samhälle är Showqān, 16,4 km sydost om Darkesh. Omgivningarna runt Darkesh är i huvudsak ett öppet busklandskap.